# シーファイターポセイドン
『シーファイターポセイドン』 (SEA FIGHTER POSEIDON) は、タイトーから1984年にリリースされたアーケードゲームである。ジャンルはサイドビューのシューティングゲームで、ゲームの舞台はすべて海中である。

## ゲームのルール
8方向レバーと2ボタン（攻撃、脱出）を用いて水中スクーターに乗ったダイバーを操作し、規定の人数の人質を救出すればステージクリアとなる。
スクーターを失うと水中銃を持ったダイバー単体状態になるが、この状態では移動力が大幅に落ちるので、スクーターの乗換（敵メカの奪取）がスムーズにできるかどうかで難易度が大きく違ってくる。
人質は透明カプセルに幽閉されており、海底に安置されていたり敵メカ（水中スクーター。潜水艇）に捕まっている。海底のカプセルは水中スクーターで体当たりすれば解放されるが、敵メカに捕まっているカプセルは敵を撃破しないと解放できない。なお、ダイバー単体ではカプセルの救出は不可能になる。

## 水中スクーターについて
ゲーム開始時にプレイヤー（ダイバー）は水中スクーターに乗っており（正確には剥き出しの形で、機体の操縦桿に掴まる格好で引っ張って貰っている）、機体には魚雷（弾数無制限）が装備されているが前方以外には撃てない。
画面上には水中スクーターの燃料残量を示すFUELゲージがあり、FUELがなくなると何故か自爆してしまうが、その前に脱出ボタンを押すことでプレイヤーは脱出することができる。水中スクーターは敵魚雷や機雷、海底火山の噴礫、落下してくる岩塊でダメージを受けると爆発するが、爆発までにややタイムラグがあるので、ダメージ直後に脱出すればプレイヤーの損失にはならない。
水中スクーターは生身の敵（つまり、水中スクーターに乗っていない敵ダイバーや鮫）なら、体当たりで倒せる。また、水中スクーターに乗っている敵でも、ダイバーだけ狙って体当たりすれば無傷で倒すこともできる。敵スクーター本体に魚雷が命中してしまうとスクーターごと撃破してしまうので、自機を確保する際に魚雷を使うためには、敵ダイバーにだけ上手く魚雷を命中させる必要がある。
なお、FUELは短時間しか保たず、ステージクリアのためにプレイヤーは頻繁に敵スクーター上のダイバーを倒し、敵スクーターを奪って自機にしなければクリアはおぼつかない。

## 武器
魚雷
水中スクーターに装備されている。すべての敵に有効。しかし、潜水艇などの敵大型メカには複数命中させないと撃破できない。
水中銃
ダイバーの武器。魚雷に比べると射程が短く、生身以外の敵には通用しないが、振り向く事で後方へも攻撃可能。
体当たり
自分のスクーターを生身の敵にぶつけて倒す。敵メカへ体当たりさせて爆弾代わりにすることも可能だが、体当たり寸前に脱出しないと単なる自爆特攻になる。

## 敵
敵スクーター
性能はプレイヤーと同等。魚雷で攻撃してくる。これを奪う事がプレイの鍵となるため、無闇に撃破するのは厳禁。プレイヤーに先んじて海底のカプセルを奪って逃げることもある。
敵ダイバー
性能はプレイヤーと同等。通常はスクーターを失うと二人組で出現する。時々、サメとも同時に登場することもある。
サメ
毒々しいピンク色の大型鮫。攻撃は噛み付くだけなのだが、前だけではなく方向転換して後ろからも襲いかかるので注意。敵味方関係なく襲ってくる。
潜水艇（司令部）
画面の1/3位を占める大型メカ。上部に砲塔が付いており攻撃して来る。機種上部にはカプセル爆弾発射台があり、そこを魚雷で2回攻撃すると点滅しながら撤退するが、完全撃破は不可能。敵スクーターが持ち逃げしたカプセルを捕獲している場合もある。
砲台ではなくカプセル爆弾でミスした場合、自機は下部のアームで捕獲され、次の潜水艇の出現で共に出現する。その状態で撃破するとボーナス点と残機が復活する。
無理に撃破しなくても一定時間攻撃を避け続けていれば撤退するが、ステージクリアにはならない。
機雷
海底からふわふわ浮き上がって来る。触れると爆発する。水中銃では不可能だが、魚雷なら撃破可能。
憤礫/岩塊
憤礫は火山から斜めに飛び出し、岩塊は天井から垂直に降って来る。これも機雷同様、魚雷で撃破可能。

## ミスの条件
- 障害物にぶつかる。
- 敵の攻撃を受ける。
- 水中スクーターが爆発する直前に脱出しない。

## 移植版
| No. | タイトル                                   | 発売日        | 対応機種                      | 開発元   | 発売元     | メディア                              | 型式       | 備考   |
| --- | ------------------------------------------ | ------------- | ----------------------------- | -------- | ---------- | ------------------------------------- | ---------- | ------ |
| 1   | タイトーメモリーズII 下巻                  | 2007年3月29日 | PlayStation 2                 | タイトー | タイトー   | DVD-ROM                               | TCPS-10183 |        |
| 3   | タイトーメモリーズII 下巻 エターナルヒッツ | 2008年6月26日 | PlayStation 2                 | タイトー | タイトー   | DVD-ROM                               | SLPM-55018 | 廉価版 |
| 3   | シーファイターポセイドン                   | 2021年7月8日  | PlayStation 4 Nintendo Switch | タイトー | ハムスター | ダウンロード (アーケードアーカイブス) |            |        |

アーケードアーカイブス版
テーブル筺体で稼働することを考慮した2Pプレイ時の画面反転を設定で再現可能となっている。また、年号表示や魚雷・水中銃の射程も設定可能。